# Юйлунсюешань
Юйлунсюешань (спрощ.: 玉龙雪山; кит. трад.: 玉龍雪山; піньїнь: Yùlóng Xuěshān, англ. Jade Dragon Snow Mountain) — гірський масив у Східній Азії, який складається з 13 піків. Найвищий пік Шанцзидоу має висоту 5596 метрів. Розташований у провінції Юньнань, на півдні Китайської Народної Республіки.

## Географія

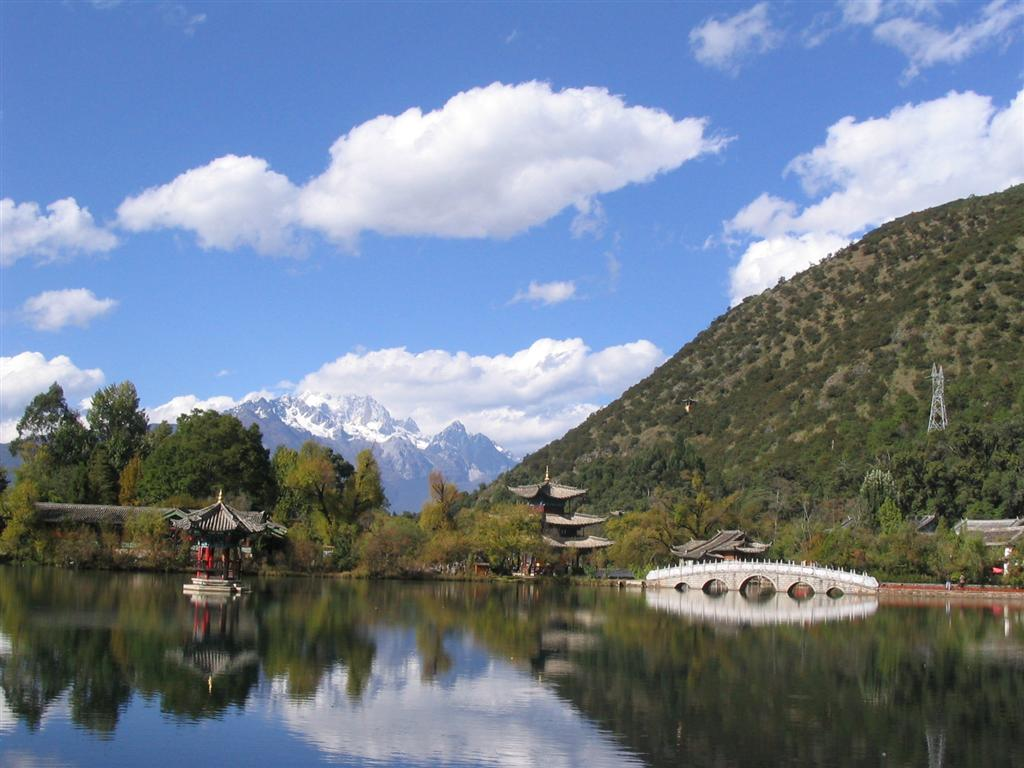
Вид на масив Юйлунсюешань з озера «Басейн Чорного дракона»

Пік Шанцзидоу розташований у південній частині гірського масиву Юйлунсюешань (піньїнь: Yùlóng Xuěshān — укр. «Снігова вершина гори Нефритового дракона»), який в свою чергу знаходиться у національному парку «Три паралельні річки», на території давнього Ліцзяна, в північно-західній частині провінції Юньнань, на півдні Китаю, за 15 км на північ від міста Ліцзян, і близько 360 км на північний захід від столиці і найбільшого міста провінції — Куньмін. Північно-західні схили масиву разом з масивом гори Хабасюешань (5396 м) формують ущелину «Тигра, що стрибає», якою протікає річка Янцзи, у своєму верхів'ї. 
Абсолютна висота найвищого піку Шанцзидоу — 5596 м над рівнем моря. Відносна висота — 3202 м. За цим показником вона займає 71-ше місце у світі. Топографічна ізоляція вершини відносно найближчої вищої гори Ямбейянґ (5958 м), становить 139,98 км.
Сади озера «Басейн Чорного дракона» в околицях міста Ліцзян і вид на гірський масив Юйлунсюешань відзначений як один з найкращих краєвидів Китаю.

## Історія дослідження
Пік Шанцзидоу був підкорений тільки один раз, 8 травня 1987 року, американською експедицією. В команду альпіністів входили Філ Перальта-Рамос та Ерік Перльман. Їм довелося здолати засніжені ущелини, вапнякові схили головної стіни, лавинонебезпечні ділянки, з рідкими ділянками для захисту та відпочинку. Альпіністи оцінили максимальну технічну складність маршруту класом 5.7.
Австро-американський ботанік і дослідник Джозеф Рок провів багато років життя в безпосередній близькості від гори, багато писав про цей регіон і населення, яке його населяє. Пізніше, свою подорож в околицях гори описав письменника Брюс Чатвін, опублікувавши матеріали у статті в Нью-Йорк Таймс, згодом використав ці матеріали у книзі під назвою «Що я тут роблю?». Стаття Чатвіна надихнула багатьох інших мандрівників, в тому числі Майкла Пеліна, щоб відвідати цей регіон.

## Галерея
Юйлунсюешань — «Снігова вершина гори Нефритового дракона»
|  |  |  |  |